# Mercat Nou
Mercat Nou – stacja metra w Barcelonie, na linii 1. 